# Chiomonte
Chiomonte (piemonti nyelven Cimon, franciául: Chaumont), település Olaszországban, Torino megyében, ezernél kevesebb lakossal.

## Elhelyezkedése

Chiomonte község Torino megye térképén

Chiomonte a Susa-völgyben található, Torinótól 60 km-re, a Dora Riparia jobb partján, és a Susa- és Sangone-völgyi Hegyi Közösség részét képezi.Utóbbi években a Torino-Lyon nagysebességű vasútvonal (TAV) elleni tiltakozások helyszíneként közismert.
A vele szomszédos települések Exilles, Giaglione, Gravere és Usseaux.

## Fordítás
- Ez a szócikk részben vagy egészben  a   Chiomonte című olasz Wikipédia-szócikk fordításán alapul.  Az eredeti cikk szerkesztőit annak laptörténete sorolja fel. Ez a jelzés csupán a megfogalmazás eredetét és a szerzői jogokat jelzi, nem szolgál a cikkben szereplő információk forrásmegjelöléseként.